# Granicznik (dopływ Dunajca)
Granicznik – potok, lewy dopływ Dunajca (Jeziora Czchowskiego) o długości 5,41 km i powierzchni zlewni 7,66 km².
Źródła potoku znajdują się w miejscowości Iwkowa na wysokości około 370 m. Wielokrotnie zmieniając kierunek, spływa przez wzgórza Pogórza Wiśnickiego. W dolnej części swojego biegu płynie doliną między Ostrą Górą i Czyżowcem. W Wytrzyszczce uchodzi do Jeziora Czchowskiego na wysokości 224,5 – 233 m (w zależności od poziomu wody w tym sztucznym zbiorniku wodnym).
Cała zlewnia Czarnego Potoku znajduje się na Pogórzu Wiśnickim w obrębie miejscowości Iwkowa, Porąbka Iwkowska, Połom Mały i Wytrzyszczka.